# سفارة السويد في مالي
سفارة السويد في مالي هي أرفع تمثيل دبلوماسي لدولة السويد لدى مالي. تقع السفارة في وهي تهدف لتعزيز المصالح السويدية في مالي.

## وصلات خارجية
- قائمة سفارات السويد
- قائمة السفارات في مالي